# Mała Kikula
Mała Kikula, cz. Malá Kykula (788 m n.p.m.) – szczyt w Beskidzie Morawsko-Śląskim, na Śląsku Cieszyńskim, w Czechach, ok. 5 na zachód od Jabłonkowa i 1,5 km na północny zachód od Łomnej Dolnej. Z góry rozpościera się widokowa panorama Beskid Śląskiego oraz doliny rzeki Olzy, w której zlewni mieści się Mała Kikula.